# Achthophora alma
Achthophora alma är en skalbaggsart som beskrevs av den brittiske entomologen Edward Newman 1842. Achthophora alma ingår i släktet Achthophora och familjen långhorningar.
Artens utbredningsområde är Filippinerna. Inga underarter finns listade i Catalogue of Life.